# Clarence Campbell
Clarence Sutherland Campbell (Fleming, 9 luglio 1905 – Montréal, 24 giugno 1984) è stato un dirigente sportivo canadese, presidente dal 1946 al 1977 della National Hockey League, la lega professionistica nordamericana di hockey su ghiaccio.

## Biografia

### Primi anni
Campbell nacque nel 1905 in un villaggio del Saskatchewan. Dopo gli studi superiori ad Edmonton conseguì una laurea in legge presso l'Università dell'Alberta e proseguì gli studi ad Oxford, dove ebbe occasione di militare nell'Oxford University Ice Hockey Club. Negli anni trascorsi in Europa arbitrò diversi incontri di hockey su ghiaccio e di lacrosse, incluso il torneo dimostrativo ai Giochi olimpici di Amsterdam 1928.
Ritornato in Canada Campbell arbitrò 167 incontri della NHL dal 1933 fino al 1939. Il 28 gennaio 1937 arbitrò l'ultima gara giocata da Howie Morenz, durante la quale si infortunò gravemente la gamba; la stella dei Canadiens morì poche settimane più tardi in seguito ad alcune complicazioni. La carriera arbitrale di Campbell si concluse bruscamente nel 1939: durante una partita il difensore dei Toronto Maple Leafs Red Horner fu colpito da un bastone alla testa e Campbell punì il giocatore colpevole soltanto con una penalità minore, nonostante Horner stesse sanguinando dalla testa. Il proprietario dei Maple Leafs Conn Smythe fece reclamo chiedendo le dimissioni di Campbell. Grazie alle sue pressioni fece in modo che la NHL non riassumesse Campbell per la stagione successiva.

### Seconda guerra mondiale
Conclusa la carriera da arbitro il presidente della NHL Frank Calder assunse Campbell come proprio collaboratore, in modo da prepararlo ad un'eventuale successione. Tuttavia dopo lo scoppio della seconda guerra mondiale Campbell lasciò il proprio incarico per arruolarsi nelle Canadian Forces, dove raggiunse il grado di tenente colonnello. Grazie ai suoi studi fu scelto per far parte di un'unità contro i crimini di guerra. Al termine della guerra raggiunse il grado di maggiore e fu insignito dell'Ordine dell'Impero Britannico. Campbell svolse un ruolo chiave nel processo al comandante delle Waffen-SS Kurt Meyer, condannato per crimini contro l'umanità per essersi reso responsabile della morte di 18 prigionieri canadesi.
Frank Calder scomparve nel 1943, e sua assenza Red Dutton fu nominato temporaneamente presidente della lega. Nel 1946 Dutton annunciò le proprie dimissioni permettendo così a Campbell di assumere la presidenza della NHL.

### Presidente della NHL
Uno dei primi provvedimenti giunse nel 1948, quando espulse dalla lega i giocatori Billy Taylor e Don Gallinger, colpevoli di aver scommesso su alcune partite. Quello stesso anno istituì ufficialmente l'NHL All-Star Game, mentre nel giro di pochi anni dal 1946 al 1950 portò il numero di gare giocate da 50 a 70.
Campbell fu ricordato per la squalifica che inflisse alla stella dei Montreal Canadiens Maurice "Rocket" Richard per le ultime tre gare della stagione regolare e per tutti i playoff del 1955. Richard fu colpevole di aver colpito al volto il giudice di linea Cliff Thompson nel mezzo di una rissa con il giocatore dei Boston Bruins Hal Laycoe. Pochi giorni più tardi Campbell si presentò al Forum de Montréal per assistere alla gara fra i Canadiens e i Detroit Red Wings. Per tutto il primo periodo fu vittima di un fitto lancio di oggetti da parte di alcuni spettatori, fino a quando una bomba lacrimogena costrinse all'evacuazione del palazzetto e alla sospensione della partita. Fuori dal Forum scoppiarono inoltre alcuni disordini causati dagli spettatori infuriati nei confronti del presidente della NHL.
Nel 1966 entrò a far parte della Hockey Hall of Fame, mentre nel 1972 vinse il Lester Patrick Trophy. Durante la sua presidenza si concluse l'era delle Original Six, infatti dopo l'Expansion Draft 1967 il numero delle franchigie iscritte raddoppiò da sei a dodici. Negli anni settanta fronteggiò l'ascesa della World Hockey Association, lega nata per rivaleggiare con la NHL, e appoggiò la decisione di disputare le Summit Series contro l'Unione Sovietica.
All'inizio della "Expansion Era" le franchigie della NHL decisero di rendere omaggio al presidente della NHL istituendo in suo onore il Clarence S. Campbell Bowl. Con l'aumento delle squadre iscritte, ben diciassette nella stagione 1974-75, la lega fu riorganizzata e una delle due Conference fu chiamata in onore di Campbell, mentre il Campbell Bowl fu assegnato alla miglior squadra al termine della stagione regolare. Nel 1993 la Clarence Campbell Conference cambiò il proprio nome in Western Conference, ma il Campbell Bowl continuò ad essere assegnato alla formazione vincitrice della conference.

### Ultimi anni
Campbell lasciò la presidenza della NHL nel 1977, dopo aver ricoperto l'incarico per trentuno anni, il massimo storico fra tutti i principali sport nordamericani.
Nel 1979 dopo la morte di Cooper Smeaton Campbell divenne il nuovo amministratore fiduciario della Stanley Cup, incarico mantenuto per i cinque anni successivi. Campbell morì nel giugno del 1984 a Montréal dopo aver sofferto negli ultimi anni di vita di polmonite.